# 52 Европа
52 Европа (лат. 52 Europa) је велики астероид главног астероидног појаса. Приближан пречник астероида је 302,50 km,
а средња удаљеност астероида од Сунца износи 3,095 астрономских јединица (АЈ).
Инклинација (нагиб) орбите у односу на раван еклиптике је 7,481 степени, а орбитални период износи 1989,657 дана (5,447 година). Ексцентрицитет орбите астероида износи 0,106.
Апсолутна магнитуда астероида износи 6,31 а геометријски албедо 0,057.
Астероид је откривен 4. фебруара 1858. године.